# Jan Ząbik

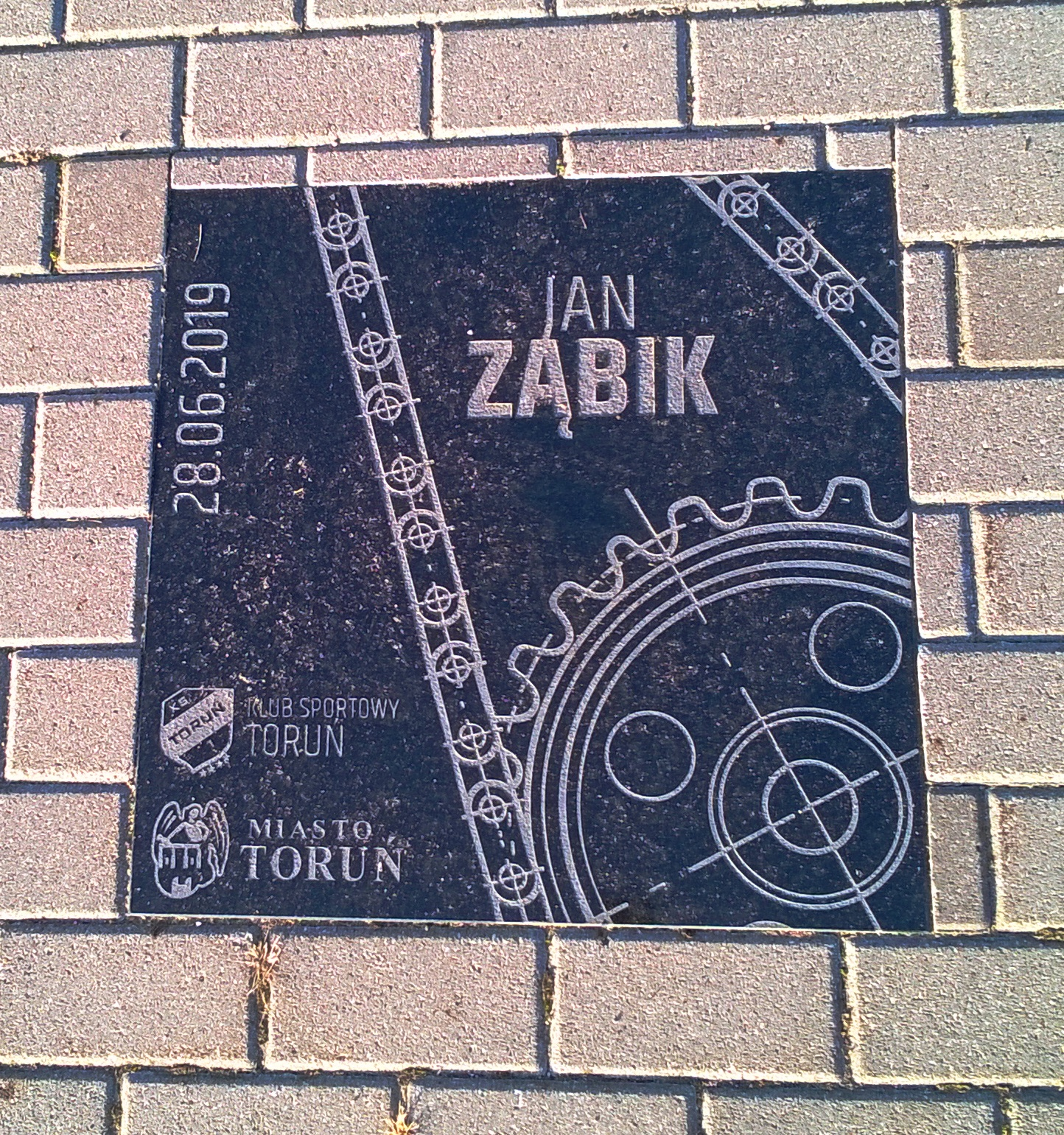
Tablica poświęcona Janowi Ząbikowi w Toruńskiej Alei Sportu Żużlowego

Jan Ząbik (ur. 1 stycznia 1946 w Kiełpiu) – polski żużlowiec i trener sportu żużlowego.

## Życiorys

### Życie prywatne
Ojciec Karola Ząbika, również żużlowca.

### Kariera sportowa
Karierę jako żużlowiec rozpoczął w 1965 roku w Toruniu. Początkowo chciał zostać kolarzem. Po szkole zawodowej pracował w bydgoskim Elektromontażu. Stamtąd został oddelegowany do Torunia, na budowę Merinotexu. W tym mieście osiedlił się na stałe i tam miał pierwsze kontakty ze speedwayem. Podpatrywał mecze toruńskiego zespołu, treningi i wchodził do parkingu.
Zainteresował się nim Marian Rose. Ząbik przychodził na zajęcia w szkółce. Rose darzył go szczególnym zainteresowaniem i czuł materiał na dobrego zawodnika. Jako jedyny ze stu kandydatów dotrwał aż do egzaminu na licencję żużlową. Rose stopniowo wprowadził go do zespołu jako swojego partnera. Zadebiutował w Gnieźnie w 1966 roku. Początkowo czyścił samochód i motocykle, uczył się. Nie był talentem. Nie był zawodnikiem, który szybko mógł odnosić sukcesy. Był ambitny, dobrze się uczył, miał silną wolę. Uważano, że był jak wino czym starszy tym lepszy. Pierwszy sukces zanotował w 12 października 1969 roku w Lublinie, gdzie został młodzieżowym wicemistrzem Polski, ulegając tylko Zdzisławowi Dobruckiemu.
W 1974 roku po raz pierwszy zakwalifikował się do Indywidualnych Mistrzostw Polski. W sumie startował w czterech finałach. Najlepiej poszło mu w 1981 roku w Lesznie, zajął 7. miejsce. Dla Ząbika był to dobry sezon. Wywalczył wtedy też srebro z Wojciechem Żabiałowiczem w Mistrzostwach Polski Par Klubowych. Z nim stworzył bardzo dobry duet, który często wpływał na wyniki meczów ligowych.
Wcześniej w 1980 roku udał się na roczny staż do Anglii, gdzie jeździł u boku największych gwiazd żużla. W tym samym roku w wieku 34 lat wygrał Turnieju Bałtyku. W czterdzieste urodziny, w 1986 zakończył karierę.

### Kariera trenerska
Gdy kończył karierę był trenerem z ponad pięcioletnim stażem. Był pasjonatem szkolenia młodzieży. Szkolił także Anglików oraz Skandynawów. To on w latach 80 wybudował w Toruniu minitor. Właśnie na tym minitorze ścigali się 10-12 latkowie m.in. Tomasz Bajerski, Piotr Baron i inni zawodnicy z tego pokolenia. Ząbik w 1984 roku przeniósł się do Grudziądza, lecz spędził tam bardzo mało czasu w porównaniu do Torunia. Inne jego przygody to tylko krótkie "przystanki trenerskie" w Ostrowie Wielkopolskim i Wrocławiu. Wszędzie wyszkalał dobrych zawodników. Nazywano go ekspertem w pracy z młodzieżą. Po 10 latach przerwy powrócił do Torunia. W 2001 roku wywalczył z drużyną trzeci tytuł Drużynowego Mistrza Polski.

### Kariera samorządowa
W latach 2010–2014 i od 2018 jest radnym miasta Torunia, wybieranym z list KKW Michała Zaleskiego.

## Inne ważniejsze turnieje
| Osiągnięcia: | Osiągnięcia: | 3. miejsce (1981) | 3. miejsce (1981) | 3. miejsce (1981) | 3. miejsce (1981) |
| Sezon        | Miasto       | Msc               | Pkt               | Biegi             | Kluby             |
| 1974         | Leszno       | 11                | 5                 | (1,0,2,1,1)       | Toruń             |
| 1981         | Leszno       | 3                 | 10                | (3,2,3,2)         | Toruń             |
| 1982         | Leszno       | 6                 | 9                 | (1,3,0,3,2)       | Toruń             |